# Zeta Virginis
Désignations
Zeta Virginis (ζ Vir / ζ Virginis, Zêta Virginis) est une étoile de la constellation de la Vierge. Elle porte également le nom traditionnel Heze, rarement utilisé et dont l'origine est obscure, mais qui a été retenu par l'Union astronomique internationale en 2018.
Elle est appelée Jiao Xiu 2 (角宿二) dans l'astronomie chinoise.
ζ Virginis est une étoile blanche de la séquence principale de magnitude apparente 3,37 et de type spectral A3V située à environ 74 années-lumière de la Terre. Sa luminosité vaut 18 fois celle du Soleil et sa température de surface est de 8400 kelvins. Sa masse est légèrement inférieure à 2 masses solaires. Cette étoile a une période de rotation rapide de moins de 0,5 jour.
En 2010, un compagnon stellaire de faible masse, désigné Zeta Virginis B, lui a été découvert. Bien qu'il n'ait pas été observé sur une durée suffisamment longue pour déterminer des éléments orbitaux précis, il est estimé qu'il orbiterait à une séparation moyenne d'au moins 24,9 ua, selon une excentricité de 0,16 ou plus et avec une période orbitale d'au moins 124 ans. Cette étoile pourrait une naine rouge, ce qui expliquerait le flux inhabituellement élevé de rayons X émis par Zeta Virginis.